# Abisso Calipso
L'abisso Calipso, situato nel Mar Ionio sud-orientale al largo della Grecia, è il punto più profondo del Mar Mediterraneo (5 270 m). Si trova a circa 60 km dalla costa meridionale del Peloponneso, a sud-ovest di Pilo. È la fossa abissale più profonda di una lunga depressione del fondo marino detta fossa ellenica, formatasi in conseguenza della subduzione della placca africana sotto la placca del Mar Egeo. Il nome deriva dalla ninfa Calipso della mitologia greca.
Uno studio del JRC della Commissione Europea pubblicato sul Marine Pollution Bulletin e ripreso dalla rubrica "Green & Blue" di La Repubblica ha indicato questo luogo come il fondale marino più inquinato dell'intero Mar Mediterraneo ed uno dei più inquinati al mondo (risultano ancora più inquinati solo due canyon sottomarini situati nel Mar Cinese Meridionale). Tramite tecniche di fotogrammetria è stato possibile calcolare una densità di quasi 27 000 rifiuti per km², di cui l'88% è costituito da oggetti di plastica (es. sacchetti, bicchieri).